# Groafrauerl
Die Waldkapelle Groafrauerl ist eine kleine freistehende römisch-katholische Wallfahrtskapelle im Gemeindegebiet von Mamming im niederbayerischen Landkreis Dingolfing-Landau.

## Geographie
Die Kapelle liegt 500 m nördlich der Einöde Brunnhäusl (Gemeinde Reisbach) in der Gemarkung Bubach, Flur Berg, 35 Meter nördlich der Gemeindegrenze zwischen Mamming und Reisbach. An der Forststraßenkreuzung rund 30 Meter südlich der Kapelle befindet sich an einer Buche ein Wegweiser mit der Schreibweise Kronfrauerl. Am gleichen Baum ist ein Kruzifix befestigt, das aus 19 zusammengeschweißten Hufeisen gefertigt wurde.

## Details
Die Kapelle aus den 18. oder 19. Jahrhundert trug ehemals das Patrozinium der heiligen Corona, daher der Name Groafrauerl, mit Groa als verkürzte Aussprache von Corona auf Bairisch, verbunden mit -frauerl, dem bairischen Diminutiv für eine (verheiratete) Frau.
Im Volksmund ist die folgende Geschichte zum Groafrauerl überliefert:

„Lange vor dem 30-jährigen Krieg verfolgte ein Jäger einen Hirsch. In seinem Jagdeifer achtete er weder auf eine Himmelsrichtung, noch merkte er, dass sich der Tag dem Ende neigte. Er verirrte sich in dem dichten Wald, bis er schließlich nicht mehr wusste, wie er ihm entrinnen könnte. In seiner Not bat er die hl. Corona um Hilfe. Von einer hohen Fichte aus sah er plötzlich in der Ferne ein Licht. Diesem ritt er nach und kam aus dem Wald heraus. Später löste er sein Versprechen ein und baute vor dieser Fichte aus Dank die Kapelle.“

Heute ist das Groafrauerl eine Marienkapelle. Sie wurde unter der Nummer D-2-79-125-32 als Baudenkmal nachqualifiziert und ist ein schlichter Satteldachbau mit offener Vorhalle. Die über 500 Jahre alte und 60 cm hohe Corona-Statue, eine sitzende spätgotische Tonfigur, die in der rechten Hand ein Kästchen und in der linken ein Szepter hält, befindet sich inzwischen in der Pfarrkirche St. Peter in Bubach an der linken Altarseite. Der Eingang bzw. die Vorhalle liegt an der Ostseite, an der die Forststraße vorbeiführt.
Seit den 1990er-Jahren organisiert der katholische Frauenbund Mamming im Frühjahr eine Sternwallfahrt zum Groafrauerl zum Gedenktag der hl. Corona.